# پورت میو
شبه جزیره پورت میو (به فرانسوی: Calanque de Port-Miou) منطقه مسکونی توریستی در جنوب غرب شهر کاسیس قرار دارد . پورت میو از شمال به شهر بلندی‌های دس برایس از شرق و جنوب دریای مدیترانه و از غرب کانال پورت میو احاطه شده است . پورت میو یکی از جاذبه‌های توریستی و برهنگی در ساحل دریای مدیترانه است . 